# Be proud
「Be proud」（ビー・プラウド）は、1999年6月23日にソニー・ミュージックレコーズから発売された知念里奈の9枚目のシングル。

## 解説
TBS系「チャンスの殿堂!」のエンディング・テーマ。本作は再び8cmCDシングルでリリース。オリコンシングルチャート・TOP10落ちとなり「Wing」から続いたTOP10入りが途切れた。

## 収録曲
1. Be proud
作詞：海老根祐子　作曲・編曲：T2ya
2. Reset
作詞：森浩美　作曲・編曲：葉山拓亮
3. Be proud （Backing Track）

## 収録アルバム

### Be proud
- ベスト『Passage 〜Best Collection〜』（2000年3月23日）
- ベスト『Rina Chinen 20th Anniversary 〜Singles & My Favorites〜』（2017年2月8日）